# Eleanor Patterson
Eleanor Patterson (née le 22 mai 1996 à Leongatha) est une athlète australienne, spécialiste du saut en hauteur, championne du monde en 2022 à Eugene.

## Biographie
Eleanor Patterson se révèle en 2013 en remportant la médaille d'or des championnats du monde jeunesse, à Donetsk en Ukraine, avec un saut à 1,88 m. En fin d'année 2013, à Townsville, elle porte son record personnel à 1,96 m puis devient durant l'été 2014 championne du Commonwealth avec un saut à 1,94 m, devançant la Britannique Isobel Pooley (1,92 m) et la Sainte-Lucienne Levern Spencer (1,92 m).
Début 2015, elle égale son record personnel à Sydney, performance qui la qualifie pour les championnats du monde de Pékin en août. Lors de ces championnats, elle atteint la finale et termine 8e avec 1,92 m.
Aux Jeux olympiques de Rio en 2016, elle est éliminée dès les qualifications (1,89 m).
Le 25 janvier 2020, après trois ans et demi de blessures, l'Australienne égale pour sa première compétition de l'année son record personnel de 1,96 m, datant de 2013 et 2015, et réalise les minimas pour les Jeux olympiques de Tokyo. Le 13 février, elle réussit à nouveau 1,96 m à Canberra.
Le 28 février 2020, à Wellington, elle bat le vieux record d'Océanie et d'Australie de la discipline en effaçant une barre à 1,99 m, record personnel, améliorant d'un centimètre le record co-détenu depuis 1989 et 1994 par Vanessa Browne-Ward et Alison Inverarity. Elle perd ce record 1 an plus tard, au profit de Nicola McDermott qui franchit 2,00 m le 17 avril 2021.
Elle termine 5e des Jeux olympiques de Tokyo avec 1,96 m, sa meilleure performance de la saison égalée.

### Championne du monde à Eugene (2022)
En 2022, Eleanor Patterson concourt pour la première fois de sa vie en salle et pour sa rentrée, elle bat à Banská Bystrica le record d'Océanie en salle avec 1,99 m, meilleure performance mondiale de l'année. Elle enchaîne ensuite deux autres victoires à Birmingham (1,97 m) et Madrid (1,96 m), ce qui lui permet de se présenter invaincue et comme favorite aux championnats du monde en salle de Belgrade. Dans la capitale serbe, l'Australienne franchit pour la première fois la barre des 2,00 mètres, record continental et personnel en salle, et décroche une médaille d'argent derrière l'Ukrainienne Yaroslava Mahuchikh, titrée avec 2,02 m.
Lors des championnats du monde 2022, à Eugene, elle gagne la médaille d'or en établissant un nouveau record d'Océanie avec 2,02 m, barre franchie à son premier essai. Yaroslava Mahuchikh, qui passe cette hauteur mais à son deuxième essai, est médaillée d'argent, alors que l'Italienne Elena Vallortigara est troisième avec 2,00 m.

### Vice-championne du monde à Budapest (2023)
L'année suivante, aux Mondiaux de Budapest en août 2023, Patterson réussit à franchir en finale une barre à 1,99 m, sa meilleure performance de la saison, mais elle ne peut conserver son titre face à Mahuchikh qui prend sa revanche avec un saut à 2,01 m. Elle obtient néanmoins la médaille d'argent, devançant au nombre d'essais sa compatriote Nicola Olyslagers.

## Palmarès
| Date | Compétition                        | Lieu                               | Résultat | Marque |
| ---- | ---------------------------------- | ---------------------------------- | -------- | ------ |
| 2013 | Championnats du monde jeunesse     | Donetsk                            | 1re      | 1,88 m |
| 2014 | Jeux du Commonwealth               | Glasgow                            | 1re      | 1,94 m |
| 2015 | Championnats du monde              | Pékin                              | 8e       | 1,92 m |
| 2016 | Jeux olympiques                    | Rio de Janeiro                     | qual.    | 1,89 m |
| 2021 | Jeux olympiques                    | Tokyo                              | 5e       | 1,96 m |
| 2022 | Championnats du monde en salle     | Belgrade                           | 2e       | 2,00 m |
| 2022 | Circuit mondial en salle de l'IAAF | Circuit mondial en salle de l'IAAF | 1re      | 20 pts |
| 2022 | Championnats du monde              | Eugene                             | 1re      | 2,02 m |
| 2022 | Jeux du Commonwealth               | Birmingham                         | 2e       | 1,92 m |
| 2023 | Championnats du monde              | Budapest                           | 2e       | 1,99 m |
| 2024 | Jeux olympiques                    | Paris                              | 3e       | 1,95 m |
| 2025 | Championnats du monde en salle     | Nankin                             | 2e       | 1,97 m |

## Records
| Épreuve         | Épreuve   | Marque      | Lieu     | Date            |
| --------------- | --------- | ----------- | -------- | --------------- |
| Saut en hauteur | Plein air | 2,02 m      | Eugene   | 19 juillet 2022 |
| Saut en hauteur | En salle  | 2,00 m (AR) | Belgrade | 19 mars 2022    |

### Meilleures performances par année
| Année | Temps  | Date              | Lieu       | Rang Mondial |
| ----- | ------ | ----------------- | ---------- | ------------ |
| 2012  | 1,87 m | 1er décembre 2012 | Hobart     | 82           |
| 2013  | 1,96 m | 7 décembre 2013   | Townsville | 10           |
| 2014  | 1,94 m | 11 juillet 2014   | Gold Coast | 20           |
| 2015  | 1,96 m | 15 mars 2015      | Sydney     | 9            |
| 2016  | 1,93 m | 5 mars 2016       | Melbourne  | 30           |
| 2017  | 1,90 m | 27 janvier 2017   | Melbourne  | 41           |
| 2018  | 1,88 m | 17 mars 2018      | Sydney     | 46           |
| 2019  | 1,90 m | 28 août 2019      | Zoetermeer | 41           |
| 2020  | 1,99 m | 28 février 2020   | Wellington | 3            |
| 2021  | 1,96 m | 20 juin 2021      | Chorzów    | 10           |
| 2022  | 2,02 m | 19 juillet 2022   | Eugene     | 2            |
| 2023  | 1,99 m | 27 août 2023      | Budapest   | 5            |
| 2024  | 1,96 m | 22 août 2024      | Lausanne   | 15           |